# Kanton Le Tampon-4
Der Kanton Le Tampon-4 war von 1997 bis 2015 ein französischer Wahlkreis im Arrondissement Saint-Pierre des Übersee-Départements Réunion. Er umfasste einen Teil der Gemeinde Le Tampon.